# Helina parvula
Helina parvula är en tvåvingeart som beskrevs av Wulp 1896. Helina parvula ingår i släktet Helina och familjen husflugor. Inga underarter finns listade i Catalogue of Life.